# José Galvarino Riveros Cárdenas
José Galvarino Riveros Cárdenas (Valdivia, Chile, 2 de dezembro de 1829 - † Santiago de Chile, 11 de janeiro de 1892) foi um marinheiro chileno, comandante da Marinha do Chile durante a Guerra do Pacífico.
Ele era o filho do capitão da Independência Juan Antonio Riveros e Mercedes Cárdenas, filha de um oficial monarquista. Passou a infância em Changüitad, a terra de sua mãe, perto de Curacao Velez ( Quinchao Ilha , Chiloé ). A decisão foi tomada logo após o nascimento, o que levou muitos historiadores a considerar Changüitad como o local de seu nascimento, no entanto, evidências que contradizem esta afirmação é a sua partida baptismal arquivado em Valdivia. El general José Santiago Aldunate lo colocó en la academia militar, en 1843, después de haber perdido a su padre. O General José Santiago Aldunate colocou-o na academia militar em 1843. 
Em 1848, embarcou no navio Chile como aspirante. E em 1851, foi promovido a tenente. Quando a Guerra do Pacífico estourou, foi nomeado comandante de uma divisão naval que caçou e capturou o navio peruano Huáscar sendo elevado à Almirante de Esquadra, o resto da guerra passou apoiando operações terrestres. Em 20 de agosto de 1881, Cárdenas se aposentou e em 11 de janeiro de 1892, Cárdenas faleceu em Santiago.